# William Alphonso Murrill
William Alphonso Murrill (Virginia, 13 oktober 1869 – Gainesville (Florida), 25 december 1957) was een Amerikaans mycoloog.
In 1887 behaalde hij een B.S. aan het Virginia Agricultural and Mechanical College. In 1889, 1890 en 1891 behaalde hij achtereenvolgens een B.S., een B.A. en een M.A. aan het Randolph-Macon College in Ashland (Virginia). In 1897 behaalde hij een Ph.D. aan de Cornell University met het proefschrift Development of the Archegonium and Fertilization in the Hemlock Spruce (Tsuga canadensis Carr). Gedurende vier jaar onderwees hij biologie aan de DeWitt Clinton High School in New York.
Bij de Torrey Botanical Club maakte Murrill kennis met Nathaniel Lord Britton, de directeur van de New York Botanical Garden. Britton nam Murrill in 1904 aan als assistent-conservator bij de New York Botanical Garden, waarbij Murrill de opvolger werd van Franklin Sumner Earle als stafmycoloog. Tussen 1909 en 1919 was hij assistent-directeur. Tussen 1919 en 1924 was hij conservator en supervisor van publieke instructie. In 1924 stopte hij met zijn werkzaamheden bij de New York Botanical Garden. Vanaf de jaren 30 was hij verbonden aan de University of Florida, waar hij zijn mycologische studies en publicaties hervatte.
Murrill verzamelde meer dan 70.000 specimens van schimmels in Noord- en Zuid-Amerika en de Caraïben. Circa 14.000 van deze specimens worden bewaard in het herbarium van de New York Botanical Garden. Murril maakte ook reizen naar Engeland, Frankrijk, Italië, Duitsland en Zweden om schimmels te bestuderen in herbaria. Hij identificeerde en beschreef diverse nieuwe taxa.
Murrill publiceerde diverse monografieën over Hymenomycetes, Boletaceae en Polyporaceae. Tevens publiceerde hij meer dan vijfhonderd wetenschappelijke artikelen over een breed scala aan botanische onderwerpen. Hij was in 1909 betrokken bij de oprichting van het wetenschappelijke tijdschrift Mycologia, waarvan hij tussen 1909 en 1924 de redacteur was.